# Municipio de Leslie (Míchigan)
El municipio de Leslie (en inglés: Leslie Township) es un municipio ubicado en el condado de Ingham en el estado estadounidense de Míchigan. En el año 2010 tenía una población de 2389 habitantes y una densidad poblacional de 26,31 personas por km².

## Geografía
El municipio de Leslie se encuentra ubicado en las coordenadas 42°28′21″N 84°24′57″O / 42.47250, -84.41583. Según la Oficina del Censo de los Estados Unidos, el municipio tiene una superficie total de 90.79 km², de la cual 90,38 km² corresponden a tierra firme y (0,45 %) 0,41 km² es agua.

## Demografía
Según el censo de 2010, había 2389 personas residiendo en el municipio de Leslie. La densidad de población era de 26,31 hab./km². De los 2389 habitantes, el municipio de Leslie estaba compuesto por el 97,82 % blancos, el 0,21 % eran afroamericanos, el 0,17 % eran amerindios, el 0,08 % eran asiáticos, el 1,09 % eran de otras razas y el 0,63 % eran de una mezcla de razas. Del total de la población el 3,06 % eran hispanos o latinos de cualquier raza.